# Partei für Demokratische Prosperität
Die Partei für Demokratische Prosperität (albanisch Partia për Prosperitet Demokratik, Akronym: PPD; mazedonisch Партија за Демократски Просперитет Partija za Demokratski Prosperitet, kurz PDP ПДП) war eine politische Partei in der jugoslawischen Teilrepublik Mazedonien und der Republik Mazedonien (heute Nordmazedonien), die sich für die Rechte der albanischen Minderheit einsetzte und zu den wichtigsten Teilnehmern an der mazedonischen Politik der 1990er Jahre gehörte.
Die PPD wurde 1990 gegründet und war die erste politische Partei der albanischen Minderheit in Mazedonien. 2008 fusionierte sie mit der Albanischen Demokratischen Partei, die ihrerseits 1994 von ehemaligen Parteimitgliedern der PPD gegründet wurde.

## Geschichte
Bei ihrer Gründung am 16. April 1990 in Džepčište bei Tetovo verstand sich die Partei für Demokratische Prosperität laut Statut keinesfalls als ethnisch-albanische Partei, sondern als eine bürgerliche Partei der Albaner, Muslime, Türken, Mazedonier, Walachen und Roma Mazedoniens. Doch sehr schnell wurde die Gründung einer eigenen politischen Partei von den Albanern Mazedoniens mit Enthusiasmus aufgenommen und ehemalige Mitglieder der Kommunistischen Liga, ehemalige politische albanische Gefangene und viele andere mit verschiedenen politischen Sichtweisen traten der neuen Partei bei. Am 25. Mai 1990 wurde die PPD vom jugoslawischen Staat anerkannt und ging als erste albanische Partei Mazedoniens in die Geschichtsbücher ein. Nevzat Halili (* 1951) wurde der erste Parteivorsitzende.
Lange Zeit betrachtete sich die Partei für Demokratische Prosperität mehr wie eine politische Bewegung als eine Partei. Erst 1997 begann sie mit der Neuregistrierung ihrer Mitglieder und ging um das Jahr 2000 von 22.000 bis 23.000 Mitgliedern in 22 Ortsverbänden aus.
Anlässlich eines Parteitages am 13. Februar 1994 kam es innerhalb der PPD zur Fraktionierung, die in die Spaltung mündete. Grund war, die Frage der Regierungsbeteiligung der PPD. Der oppositionelle Flügel um den örtlichen Vorsitzenden von Tetovo, Menduh Thaçi, verselbständigte sich und änderte wenig später den Parteinamen in Partei für Demokratische Prosperität der Albaner (1997 in Albanische Demokratische Partei umbenannt, Akronym: PDSH). An ihre Spitze trat der studierte Philosoph Arbën Xhaferi. Die Rest-PPD unter Xheladin Murati und Abdurrahman Aliti verblieb in der Koalition mit der Sozialdemokratischen Liga Mazedoniens unter Ministerpräsident Branko Crvenkovski und der Sozialistischen Partei Mazedoniens unter Ljubisav Ivanov.
Trotz des Verbleibs der PPD in der Regierungskoalition hatte es keinen Fortschritt bei der Anerkennung und Legalisierung der 1994 gegründeten Universität Tetovo gegeben. Aus diesem Grund stellten die PPD und die PDSH ihre taktischen Differenzen zurück und entschieden sich, durch ein Wahlbündnis die politische Lage der Albaner Mazedoniens zu verbessern. So unterzeichneten am 9. September 1998 Abdurrahman Aliti und Arbën Xhaferi einen Koalitionsvertrag für die nächsten Parlamentswahlen am 18. Oktober 1998.
Die Koalition zwischen der Partei für Demokratische Prosperität und der Albanischen Demokratischen Partei kam 1998 laut Ergebnissen auf insgesamt 19,3 Prozent der Wählerstimmen. Die PPD erhielt 14, die PDSH 11 Sitze; somit konnten die albanischen Parteien auf sich 25 von 120 Sitzen vereinigen. Nach der Wahl stand fest, dass die VMRO-DPMNE Siegerin war und 28,1 Prozent der Wählerstimmen auf sich vereinigen konnte. Für eine Regierungsbildung musste die konservative Partei aber Koalitionspartner suchen. Aus diesem Grunde wurde die PDSH als Partnerin hinzugezogen und das Parlament wählte am 30. November 1998 mit 77 Stimmen gegen 31 bei 12 Enthaltungen das Koalitionskabinett aus VMRO-DPMNE, DA (Demokratische Alternative) und PDSH unter Ministerpräsident Ljubčo Georgievski. Die Partei für Demokratische Prosperität verblieb somit zusammen mit den Sozialdemokraten in der Opposition.
Die PPD verlor in den Folgejahren stark an Wählerstimmen. Als nach dem Albanischen Aufstand 2001 die UÇK (Nationale Befreiungsarmee) infolge des Rahmenabkommens von Ohrid ihre Waffen ablegte, gründeten ihre Nachfolger die Demokratische Union für Integration (Akronym: BDI) unter ihren Vorsitzenden Ali Ahmeti, der vorher ihr Führer war. Die BDI wurde unter den Albanern Mazedoniens sehr beliebt und nahm somit der PPD sowie der PDSH viele Wählerstimmen. Ein weiterer Grund für die Schwächung der PPD war die soziale Struktur ihrer Anhänger. Die Mitglieder der PPD waren mehrheitlich wohlhabendere, ältere Personen aus dem Wirtschafts- und Verwaltungsbereich. Bei den Mitgliedern der PDSH handelte es sich hingegen oftmals um jüngere Menschen aus städtischem Umfeld, die oft in Priština studiert hatten und im Kosovo ihr intellektuelles und kulturelles Fundament sahen.
Am 2. Juni 2008 fusionierte schließlich die Partei für Demokratische Prosperität mit der Albanischen Demokratischen Partei. Der damalige PPD-Vorsitzende, Abdulhadi Vejseli, und der Parteivorsitzende der PDSH, Menduh Thaçi, unterzeichneten ein entsprechendes Abkommen.

## Parlamentssitze
Die Partei für Demokratische Prosperität besaß während ihrer 18-jährigen Geschichte folgende Anzahl Parlamentssitze:
- 1991–1994: 17 Sitze
- 1994–1998: 14 Sitze
- 1998–2002: 11 Sitze
- 2002–2006: 2 Sitze
- 2006–2008: 3 Sitze